# استون، ووسترشر
استون (به انگلیسی: Stone) یک روستا و محله مدنی در بریتانیا است که در Wyre Forest واقع شده‌است. استون ۷۸۲ نفر جمعیت دارد.